# Änktjärnen
Änktjärnen är en sjö i Bodens kommun i Norrbotten och ingår i Piteälvens huvudavrinningsområde. Änktjärnen ligger i Piteälven Natura 2000-område.